# Église du Sacré-Cœur-de-Jésus de Vilnius
Pour les églises consacrée sous le même vocable, voir Église du Sacré-Cœur. Pour les couvents homonymes, voir Couvent de la Visitation.
L’église du Sacré-Cœur-de-Jésus est l’église de l’ancien couvent de la Visitation de Vilnius en Lituanie. Les Visitandines ont fait construire leur couvent et leur église en style baroque tardif de 1717 à 1756.

## Histoire
Les Visitandines sont arrivées à Wilno (nom officiel de Vilnius, ville polonaise à l’époque) en 1694 et ont construit ce couvent sous la protection d’Auguste le Fort, roi de Pologne, pendant la première moitié du XVIIIe siècle. Elles étaient vingt religieuses en 1772. C’est la première église de Pologne et de Lituanie à être consacrée au Sacré-Cœur de Jésus.

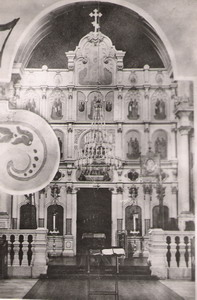
Vue de l’iconostase du temps du couvent orthodoxe, avant 1915.

Le couvent est fermé en 1863 par les autorités impériales russes, après les mouvements insurrectionnels de Pologne, et donné en 1865 à l’Église orthodoxe qui fait venir de Moscou des moniales. Celles-ci font consacrer l’église à sainte Marie-Madeleine et son intérieur est réaménagé pour satisfaire aux besoins de la liturgie orthodoxe, avec des éléments russo-byzantins.
L’ordre de la Visitation revient à Wilno en 1919 et les religieuses restaurent le couvent et l’église. Elles sont expulsées par les autorités de la république socialiste soviétique de Lituanie après la guerre.
Les bâtiments, en fort mauvais état, ont été restitués à l’archidiocèse de Vilnius en 2007.

## Sources
- (pl) Cet article est partiellement ou en totalité issu de l’article de Wikipédia en polonais intitulé « Kościół Serca Jezusowego w Wilnie » (voir la liste des auteurs).